# Kraftwerk Schärding-Neuhaus

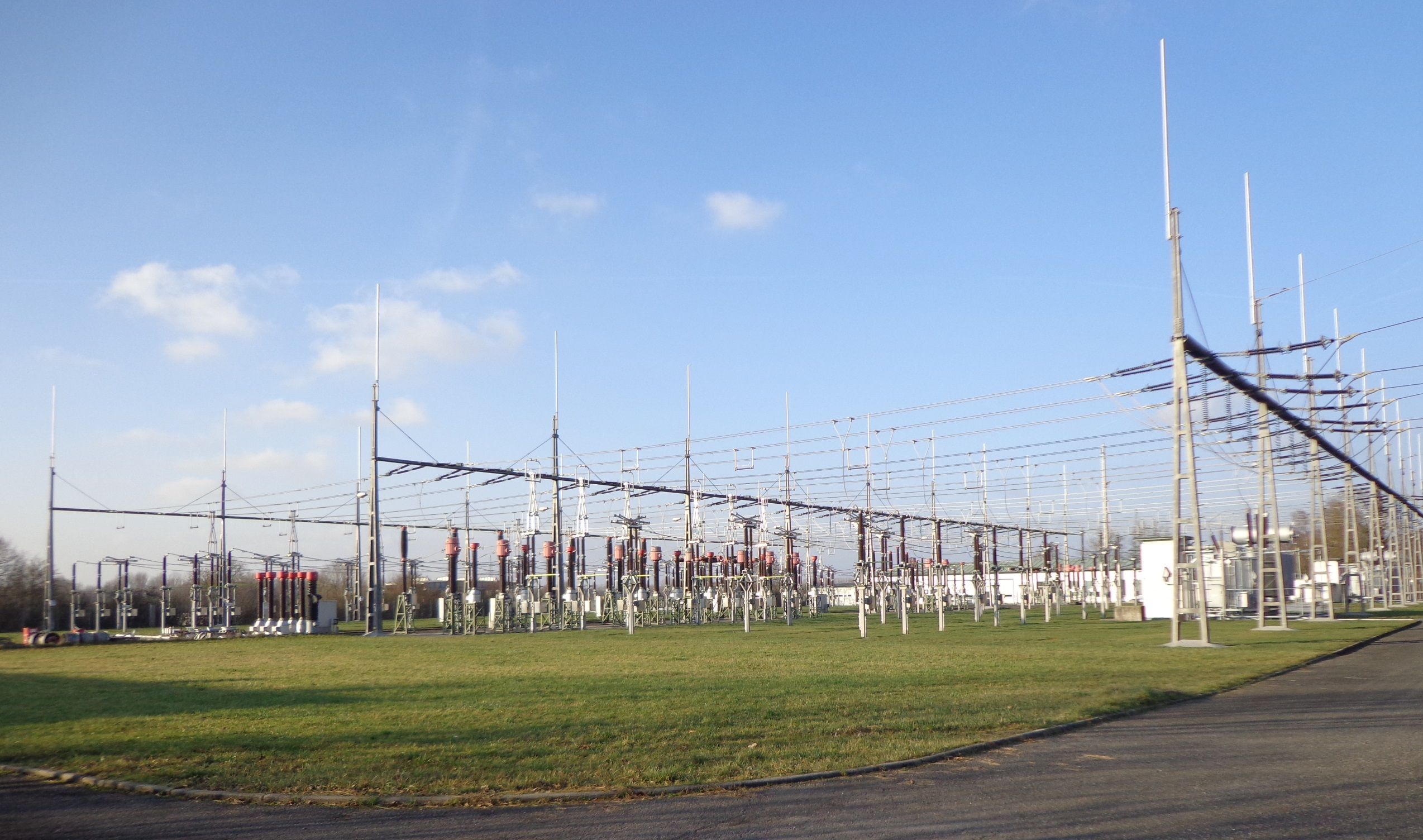
Schaltanlage

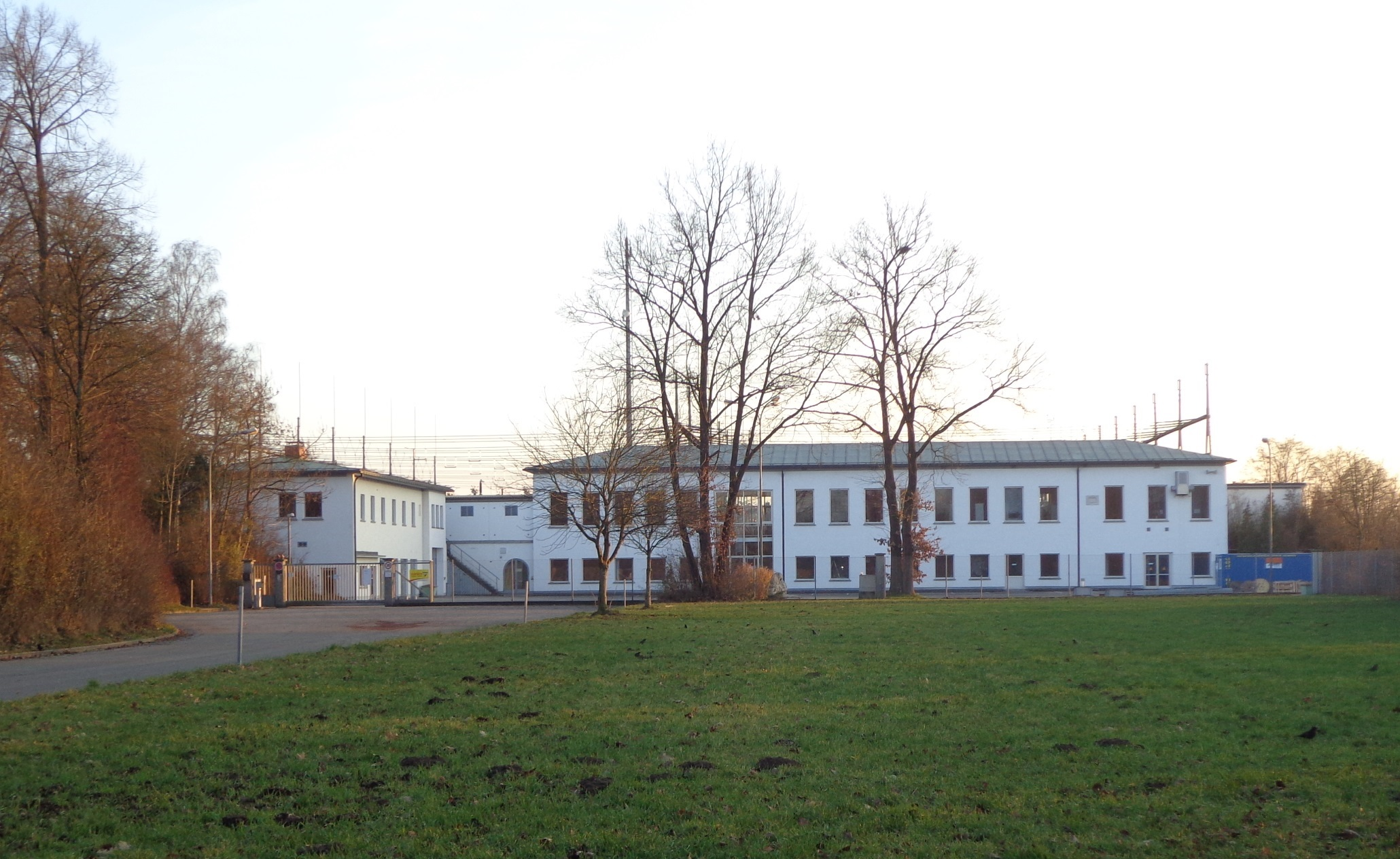
Betriebsgebäude

Das Kraftwerk Schärding-Neuhaus ist ein Laufwasserkraftwerk am unteren Inn, das von der Österreichisch-Bayerischen Kraftwerke AG (ÖBK) betrieben wird. Die Stauanlagen befinden sich auf dem Gebiet der Gemeinden Neuhaus am Inn (Niederbayern) und St. Florian am Inn (Oberösterreich).

## Geschichte
Mit den Bauarbeiten für das Hauptbauwerk und den Stauraum des Kraftwerkes wurde 1958 begonnen. Für die Errichtung des Kraftwerkes Schärding-Neuhaus war im Auftrag der ÖBK die Innwerk AG verantwortlich, welche auch die Staustufen Braunau-Simbach (1951 bis 1954) und Passau-Ingling (1962 bis 1965) baute. Im Oktober 1961 ging die Staustufe Schärding-Neuhaus mit der Inbetriebnahme des ersten von insgesamt vier Maschinensätzen schließlich als zweites Kraftwerk der ÖBK in Betrieb. Für die Vorbereitung des Stauraums waren besonders im Bereich der Gemeinden Suben und St. Marienkirchen bei Schärding umfassende Adaptierungsarbeiten der Uferzone notwendig. In Suben entstand die "Subener Bucht", während in St. Marienkirchen der Verlauf mehrerer Bäche entlang des alten Antiesen-Flussbettes umgeleitet wurde.

## Technik
An dieser Staustufe des Inns steht eine mittlere Fallhöhe von 11,2 m zur Verfügung. Für die 4 Turbinen werden zusammen  bis zu 1.152 m³/s der abfließenden Wassermenge genutzt. Die gegenwärtige Ausbauleistung der Anlage beträgt 96 MW.
Die Stromerzeugung erfolgt mit vier Kaplan-Turbinen nahe dem österreichischen Ufer. Die beweglichen Elemente des Stauwerks sind nahe dem bayerischen Ufer angeordnet. Die Schaltanlage befindet sich ebenfalls auf der österreichischen Seite.
Wie die übrigen Kraftwerke am unteren Inn verfügt die Staustufe Schärding-Neuhaus nicht über eine Schleuse. Flussaufwärts wird der für die Energiegewinnung nutzbare Stauraum vom Kraftwerk Egglfing-Obernberg begrenzt, flussabwärts vom Kraftwerk Passau-Ingling, der letzten Staustufe vor dem Zusammenfluss mit der Donau.

## Errichtungskosten
Die Gesamtkosten der Errichtung der Staustufe betrugen 139,4 Mio. DM, was inflationsbereinigt etwa heutigen 379 Mio. Euro entspricht. Die Kosten sind dabei wie folgt angefallen:
|                            | Mio.  | %     |
| -------------------------- | ----- | ----- |
| Grunderwerb                | 6,6   | 4,7   |
| Projektierung              | 2,8   | 2,0   |
| Bauleitung                 | 3,9   | 2,8   |
| Baukosten im Stufenbereich | 36,7  | 26,3  |
| Baukosten im Rückstauraum  | 40,1  | 28,8  |
| Ufersicherungen unterstrom | 2,6   | 1,9   |
| Maschinelle Ausrüstung     | 23,0  | 16,5  |
| Elektrische Ausrüstung     | 14,9  | 10,7  |
| Werkssiedlungen            | 1,0   | 0,7   |
| Zinsen                     | 7,8   | 5,6   |
|                            | 139,4 | 100,0 |